# Inge von Wangenheim

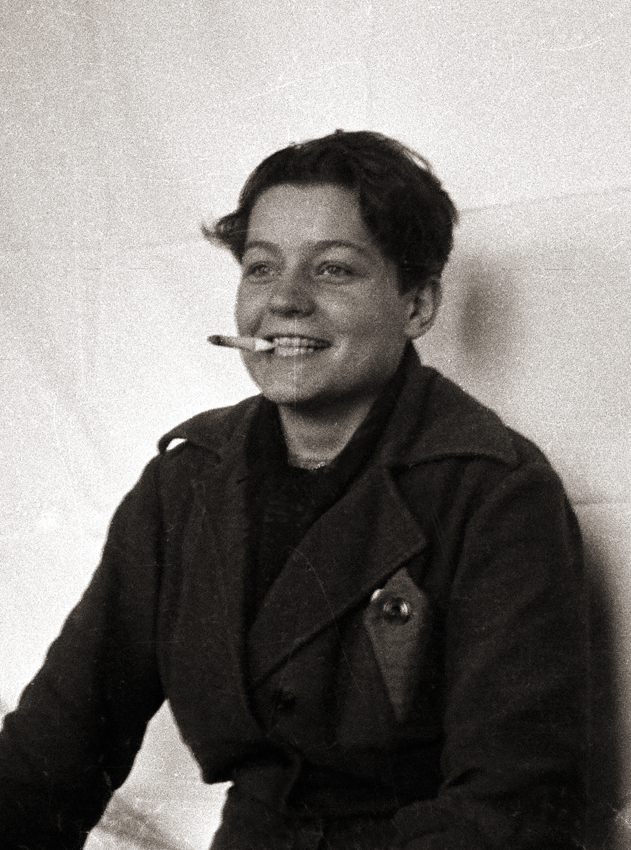
Inge von Wangenheim, Moskauer Exil, 1930er Jahre

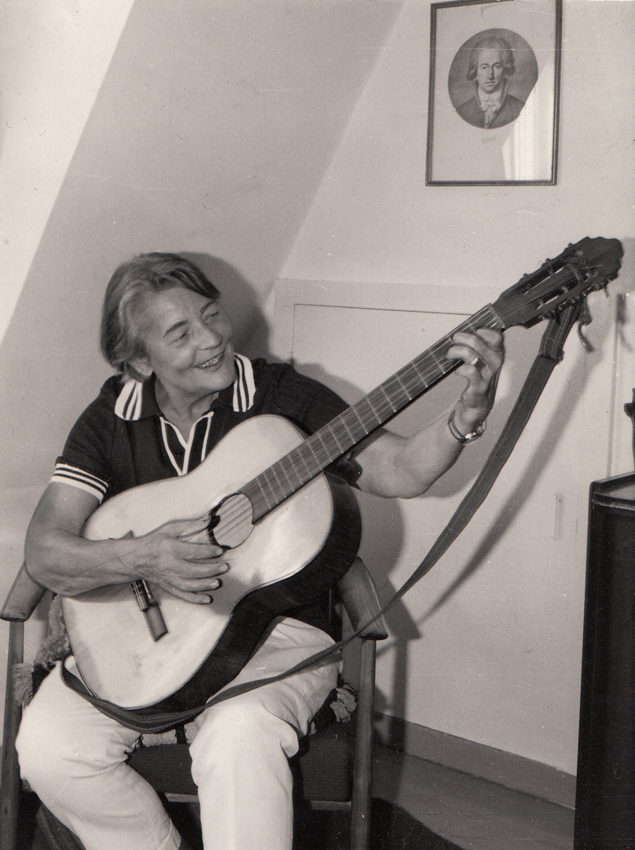
Inge von Wangenheim, Privatarchiv

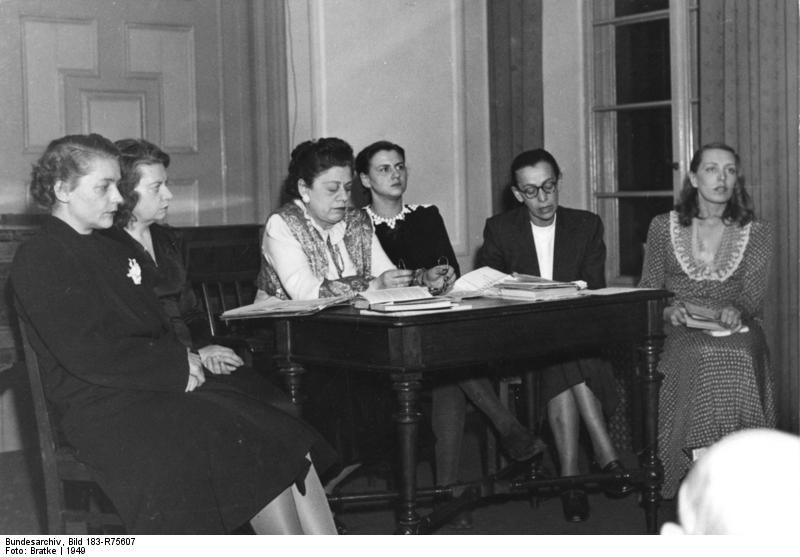
Von links nach rechts: Inge von Wangenheim, Mary Schneider-Braillard, Annemarie Hasse, Angelika Hurwicz, Helene Weigel und Else Reuss (1949)

Ingeborg Freifrau von Wangenheim (* 1. Juli 1912 als Ingeborg Franke in Berlin; † 6. April 1993 in Weimar) war eine deutsche Schauspielerin und Schriftstellerin.

## Leben und Werk
Inge von Wangenheim war die Tochter einer Konfektionsarbeiterin. Nach dem Besuch eines Lyzeums absolvierte sie eine Schauspielausbildung und spielte anschließend kleinere Rollen an verschiedenen Berliner Bühnen, u. a. am Theater am Schiffbauerdamm und in Inszenierungen Erwin Piscators. 1931 wurde sie Mitglied der von ihrem späteren Ehemann Gustav von Wangenheim geleiteten Truppe 1931, im gleichen Jahr trat sie der KPD bei. Nach der nationalsozialistischen Machtergreifung emigrierte sie 1933 über Belgien und Frankreich in die Sowjetunion. Sie verbrachte die ersten Jahre des Exils in Moskau, wo sie als Schauspielerin und Journalistin tätig war. Unter anderem spielte sie neben Bruno Schmidtsdorf die Hauptrolle des 1935/36 in Moskau gedrehten antifaschistischen Films Kämpfer unter der Regie ihres Mannes Gustav von Wangenheim. 1941 wurde sie nach Kasan und später ins usbekische Taschkent evakuiert. Ab 1943 hielt sie sich wieder in Moskau auf, wo sie als Redakteurin für das Nationalkomitee Freies Deutschland arbeitete.
1945 kehrte Inge von Wangenheim mit ihrem Mann nach Deutschland zurück. 1946 wurde sie Mitglied der SED. In den folgenden Jahren engagierte sie sich im Bund Deutscher Volksbühnen, gab die Zeitschrift Volksbühne heraus und arbeitete erneut als Schauspielerin und Regisseurin, unter anderem am Deutschen Theater in Ost-Berlin und für die DEFA, zum Beispiel im Film Und wieder 48. Seit Ende der 1940er-Jahre war sie vorwiegend schriftstellerisch tätig. Nach der Scheidung ihrer Ehe lebte sie ab 1961 in Rudolstadt und ab 1974 in Weimar, ab 1960 in einer lesbischen Beziehung.
Inge von Wangenheims literarisches Werk umfasst Romane, Memoiren, Essays und Reiseberichte. Neben Romanen über die Aufbauphase der DDR (darunter mit Am Morgen ist der Tag ein Kind eine Schilderung des Aufstands vom 17. Juni 1953 aus SED-Perspektive) sind vor allem ihre Erinnerungen an die Zeit im sowjetischen Exil (Mein Haus Vaterland und Auf weitem Feld) erwähnenswert. Über die Schattenseiten des Exils schwieg sie beharrlich. Seit den 1960er Jahren veröffentlichte Wangenheim auch Reportagen über ihre Reisen ins westliche Ausland. Sie war Mitglied des Schriftstellerverbandes der DDR, dessen Vorstand sie angehörte.
Inge von Wangenheim ist die Mutter des Schauspielers und Bühnenautors Friedel von Wangenheim und der Zwillinge Eleonora und Elisabeth von Wangenheim.

## Ehrungen
- 1966: Kunstpreis des FDGB
- 1968: Heinrich-Heine-Preis des Ministeriums für Kultur der DDR
- 1972: Vaterländischen Verdienstorden in Silber
- 1977: Nationalpreis 2. Klasse
- 1982: Vaterländischen Verdienstorden in Gold
- 1987: Karl-Marx-Orden
- 1989: Ehrendoktortitel der Universität Jena

Zu Ehren der Schriftstellerin Inge von Wangenheim wurde am 9. Dezember 2010 in Rudolstadt ein Literaturinstitut mit ihrem Namen gegründet. Es soll regelmäßig einen Preis für besondere literarische Verdienste um Humanismus und Frieden sowie für das Lebenswerk von Autoren vergeben, von den Nazis verbotene Werke sammeln und wieder der Öffentlichkeit zugänglich machen sowie Nachwuchsautoren ausbilden und deren Texte veröffentlichen.

## Schriften
- Einiges über die Arbeit der „Truppe 1931“ Berlin, (Unter ihrem Mädchennamen veröffentlicht.) o. O., August 1934.
- Die Aufgaben der Kunstschaffenden im neuen Deutschland, Berlin 1947.
- Mein Haus Vaterland, Berlin 1950.
- Herausgeberin: Sergei Michalkow: Ilja Golowin und seine Wandlung, Berlin 1950.
- Zum 175. Todestag Konrad Ekhofs, Berlin 1953.
- Auf weitem Feld, Berlin 1954.
- Am Morgen ist der Tag ein Kind, Berlin 1957.
- Einer Mutter Sohn, Berlin 1958.
- Professor Hudebraach, Halle (Saale) 1961.
- Das Zimmer mit den offenen Augen, Halle (Saale) 1965.
- Die Geschichte und unsere Geschichten, Halle (Saale) 1966.
- Reise ins Gestern, Halle 1967.
- Die hypnotisierte Kellnerin, Rudolstadt 1968.
- Kalkutta liegt nicht am Ganges, Rudolstadt 1970.
- Die Verschwörung der Musen, Halle (Saale) 1970.
- Die Probe, Halle (Saale) 1973.
- Die tickende Bratpfanne, Rudolstadt 1974.
- Von Zeit zu Zeit, Halle/Saale 1975.
- Hamburgische Elegie, Halle (Saale) 1977.
- Spaal, Rudolstadt 1979.
- Die Entgleisung, Halle [u. a.] 1980.
- Genosse Jemand und die Klassik, Halle [u. a.] 1982.
- Mit Leib und Seele, Halle [u. a.] 1982.
- Weiterbildung, Halle [u. a.] 1983.
- Schauplätze, Rudolstadt 1983.
- Station 5, Halle [u. a.] 1985.
- Deutsch und Geschichte, Halle [u. a.] 1986.
- Der goldene Turm, Rudolstadt 1988.
- Auf Germanias Bärenfell, Bucha bei Jena 2002.

## Filmografie
- Kämpfer (1935/36)
- Und wieder 48 (1948)
- Der Auftrag Höglers (1950)

## Theater

### Schauspielerin
- 1933: Gustav von Wangenheim: Die Mausefalle – Regie: Gustav von Wangenheim (Truppe 1931)

### Regie
- 1949: Samuil Marschak: Die zwölf Monate – (Märchentheater der Stadt Berlin)
- 1950: Sergei Michalkow: Golowin und seine Wandlung – (Theater am Schiffbauerdamm Berlin)